# Négation du massacre de Nankin
La négation du massacre de Nankin est un point de vue, qui conteste le fait que les forces impériales japonaises ont assassiné des centaines de milliers de soldats et civils chinois durant la seconde guerre sino-japonaise, épisode très controversé dans les relations sino-japonaises. Malgré la popularité du négationnisme au Japon, elle est considérée comme un point de vue négationniste et n'est pas acceptée dans le principal courant universitaire, même dans les universités japonaises. La plupart des historiens acceptent les résultats du tribunal de Tokyo sur l'étendue et la nature des atrocités commises par l'armée impériale japonaise après la bataille de Nankin. Au Japon, toutefois, il existe un débat passionné sur l'étendue et la nature du massacre de Nankin. Parce que la négation du massacre est perçue comme une partie de la réticence globale de la part du Japon à admettre et à s'excuser pour son agression, le débat sur le massacre complique les relations entre le Japon et la Chine. Les estimations sur le nombre de victimes varient énormément. Plusieurs chercheurs ont accepté le nombre d'approximativement 300 000 morts, qui est devenu emblématique de la tragédie en Chine. Les estimations sur le nombre de morts varient toutefois, notamment avec les négationnistes et les activistes japonais, qui soutiennent parfois que chiffre est trop élevé, ou que les évènements ont été imaginés et n'ont jamais eu lieu,. Ces positions révisionnistes sur le nombre de morts sont devenues la base du discours des nationalistes japonais.
Au Japon, l'opinion publique sur le massacre varie et seulement une minorité nie complètement les atrocités. Certains journalistes et sociologues japonais, comme Tomio Hora et Katsuichi Honda, ont joué un rôle important dans l'historiographie négationniste dans les décennies qui ont suivi le massacre. Cependant, les opinions négationnistes comme celle de Shudo Higashinakano ont souvent créé la controverse, qui a résonné dans l'ensemble des médias, en particulier en Chine et dans d'autres pays d'Asie orientale,. Le massacre de 1937 et sa couverture dans les manuels japonais d'histoire affecte également les relations sino-japonaises.

## Le massacre de Nankin comme composant de l'identité nationale

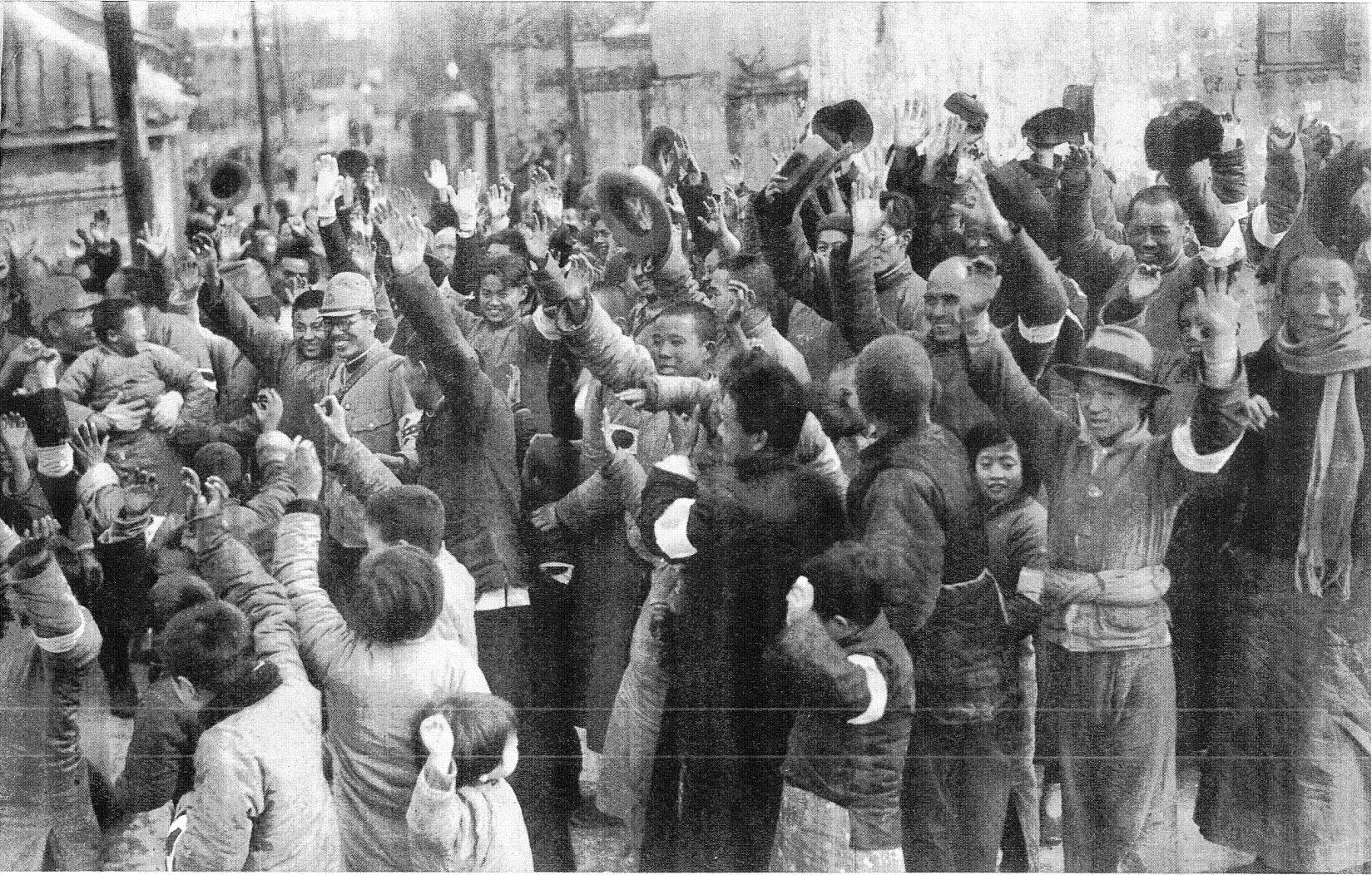
Selon le Mainichi Shinbun, cette photo représente des citoyens de Nankin portant un brassard à l'effigie du drapeau japonais et soutenant les militaires japonais le jour de la cérémonie d'entrée dans Nankin, le 17 décembre 1937.

Takashi Yoshida affirme que « Nankin a compté dans les tentatives de trois nations [Chine, Japon et États-Unis] de préserver et redéfinir la fierté et l'identité nationale et ethnique, en supposant différentes sortes de significations basées sur les ennemis internes et externes de chaque pays. »

### Japon
Au Japon, l'interprétation du massacre de Nankin pose la question de l'identité nationale japonaise et des notions de "fierté, honneur et honte". Takashi Yoshida décrit le débat japonais sur l'incident de Nankin comme « cristallisant un conflit plus large sur ce qui constitue l'image idéale de la nation : soit le Japon, comme nation, reconnaît son passé et s'excuse pour ses exactions en temps de guerre ; soit il fait front face aux pressions étrangères et enseigne à la jeunesse japonaise le courage et la bienveillance dont ont fait preuve les martyrs qui se sont battus durant une guerre juste pour sauver l'Asie de l'agression occidentale. » Dans certains cercles nationalistes au Japon, parler de massacre de grande ampleur à Nankin est vu comme un « dénigrement du Japon » (quand c'est un point de vue étranger) ou d'« auto flagellation » (quand c'est un point de vue japonais).

### Chine
David Askew caractérise l'incident de Nankin comme ayant « émergé comme une clé de voûte dans la construction de l'identité nationale moderne chinoise. » Selon Askew, « un refus d'accepter la position orthodoxe sur Nankin peut être interprété comme le fait dénier à la Chine une voix légitime de  dans le concert des nations. »

## Problèmes de définition
Le point de vue le plus conservateur est que la zone géographique de l'incident doit être limitée aux quelques kilomètres carrés que constituent la Zone de sécurité de Nankin où les civils se sont réfugiés après l'agression japonaise. Plusieurs historiens japonais, comme Higashinakano Shudo, prennent pour argument le fait que, selon les rapports de John Rabe, il n'y avait que 200 000 à 250 000 citoyens à Nankin pour contester l'estimation du gouvernement chinois de 300 000 morts.
Toutefois, de nombreux historiens incluent une zone plus large autour de la ville, dont le district de Xiaguan (la banlieue nord de Nankin, d'une superficie d'environ 31 km2) et d'autres zones en périphérie de la ville. La population de la région de Nankin était d'environ 535 000 à 635 000 civils et militaires juste avant l'occupation japonaise. Certains historiens incluent également six contés autour de Nankin, qui faisaient partie de la municipalité spéciale de Nankin.
La durée de l'incident découle donc directement de sa géographie : plus tôt les Japonais entrent dans la zone, plus la durée est longue. La bataille de Nankin prend fin le 13 décembre 1937, lorsque les divisions de l'armée japonaise passent les murs de la ville fortifiée de Nankin. Le Tribunal des crimes de guerre de Tokyo estime que le massacre a été perpétré dans les six semaines suivantes. Des estimations plus conservatrices disent que le massacre a débuté le 14 décembre, lorsque les troupes sont entrées dans la Zone de sécurité et qu'il a duré six semaines. Les historiens qui estiment que le massacre a commencé lorsque les Japonais sont entrés dans la province du Jiangsu repoussent le début de l'incident à mi-novembre ou début décembre (Suzhou tombe le 19 novembre), et étendent la période du massacre jusqu'à la fin mars 1938.

## Écoles de pensées

### Regain d'intérêt international pour le massacre de Nankin
Le livre d'Iris Chang, Le Viol de Nankin relance l'intérêt général sur le massacre de Nankin. Le livre s'est vendu à plus d'un demi million d'exemplaires lors de sa première édition aux États-Unis et selon The New York Times a reçu une acclamation général de la part de la critique. The Wall Street Journal écrit qu'il s'agit du « premier examen sérieux de cette cité impériale chinoise » et que Chang « a excavé habilement de l'oubli les terribles évènements qui ont eu lieu. ». The Philadelphia Inquirer écrit que le livre est « un récit fascinant d'un épisode horrible qui, jusqu'à récemment, a été largement oublié. »
Le texte toutefois n'est pas exempt de controverse. Le récit de Chang s'appuie sur de nouvelles sources pour apporter un nouveau terrain à l'étude de cette période, mais contient également plusieurs erreurs dans les faits et de mauvaises légendes sur des photographies, qui ont servi aux ultra nationalistes japonais de preuve selon laquelle le massacre de Nankin n'est qu'une invention destinée à « diaboliser la race, la culture, l'histoire et la nation japonaise. »

### Affirmations du massacre contre négation du massacre
Takashi Hoshiyama caractérise l'opinion japonaise sur le massacre de Nankin comme « généralement divisé en deux écoles de pensées : l'école d'affirmation du massacre, qui affirme qu'un massacre de grande ampleur a eu lieu, et l'école de la négation du massacre, qui affirme que, mis à part un certain nombre d'aberrations isolées, aucun massacre n'a eu lieu. »

### Prise en otage du débat par des activistes profanes
David Askew affirme que le débat sur le massacre de Nankin a été pris en otage par « deux grands groupes d'activistes profanes. »
« 
Les Chinois ont été réduits en une voix unique et homogène et dépeints comme des tornades sinistres et manipulatrices de la vérité, alors que les Japonais sont dépeints comme le mal unique, comme cruels et assoiffés de sang et comme des négateurs de vérités historiques largement admises.

Les deux positions sont des récits de victimisation. L'un dépeint les Chinois comme des victimes sans défense du brute impérialisme japonais dans l'hiver 1937-1938, alors que l'autre dépeint les Japonais crédules, innocents dans les voies du monde, victimes des machinations et propagandes chinoises d'après-guerre. »

### Trois écoles de pensée
L'école du grand massacre n'accepte pas seulement la validité de ces tribunaux et de leurs conclusions, elle affirme que le Japon doit arrêter de nier le passé et parvenir à un accord sur sa responsabilité dans la guerre d'agression contre ses voisins asiatiques. Les membres de cette école ont attiré l'attention du public japonais sur les atrocités commises par l'armée japonaise durant la seconde guerre mondiale en général et durant le massacre de Nankin en particulier.
L'école des illusions, dans l'ensemble, rejette les conclusions des tribunaux les considérant comme une sorte de Justice des vainqueurs dans laquelle uniquement la vision du vainqueur est acceptée.
Contrairement à ces camps diamétralement opposés décrits par Hoshiyama et Askew, Ikuhiko Hata avance un troisième groupe dont la position se trouve entre ces deux extrêmes. Hata classe les interprétations japonaises de l'incident de Nankin dans trois écoles de pensées en fonction du nombre de victimes : L'école des illusions (maboroshi-ha) qui nie le massacre et prétend que seulement quelques prisonniers de guerre et civils ont été tués par les militaires japonais à Nankin ; L'école du milieu de la route (chūkan-ha), qui estime à plusieurs milliers le nombre de morts ; et l'école du grand massacre (daigyakusatsu-ha), qui affirme des chiffres entre 100 000 et 200 000 victimes massacrées à Nankin.

## Questions centrales du débat
Les négationnistes du massacre affirment que le massacre de Nankin est une invention et une fausse propagande menées par les nationalistes et communistes chinois. Ils affirment que les agissements des militaires japonais à Nankin sont en accord avec les lois internationales et sont humaines.
Dans son livre La Fabrication du massacre de Nankin, Masaaki Tanaka affirme qu'il n'y a pas eu de meurtre sans distinction dans tout Nankin et que le prétendu massacre de Nankin est une manipulation du Tribunal militaire international pour l'Extrême-Orient et du gouvernement chinois pour favoriser une propagande anti-japonaise.
Selon Takashi Yoshida, Tanaka affirme que la faction du grand massacre se trompe car ils acceptent des documents et plaintes soumises comme preuves au procès de Tokyo comme fiables, ne distingue pas les morts des combattants et des non combattants, ignore la situation du terrain, ignore le nombre important de victimes côté japonais durant la seconde guerre mondiale, néglige l'illégalité de la tactique chinoise basée sur la guérilla, ferme les yeux sur les atrocité commises par les soldats chinois, ignore le fait que le tribunal militaire international pour l'Extrême-Orient était plus enclin à mener une justice du vainqueur plutôt qu'un procès équitable et oublie l'accentuation exagérée de l'incident de Nankin dans le procès de Tokyo.
Les négationnistes du massacre avance également d'autres arguments. Il n'y a pas de témoignage direct des supposés massacres, en particulier dans la presse contemporaine. Les photographies le plus souvent montrées ont été trafiquées. Enfin les autorités communistes en Chine n'ont pas dénoncé les massacres avant les années 1980, cette dénonciation tardive servant à contrebalancer l'ouverture du pays à l'influence étrangère, en particulier en provenance du Japon.

### Catégorisation des victimes
Takashi Hoshiyama présente une analyse des arguments mis en avant par ce qu'il décrit comme étant l'école de l'affirmation du massacre et l'école du déni du massacre. Hoshiyama identifie cinq points centraux en cause :
1. Le meurtre des soldats capturés
2. Le meurtre de soldats habillés et cachés parmi les civils
3. Si le meurtre de civils a été perpétré dans une politique systématique
4. Le meurtre de civils
5. Le nombre total de victimes militaires et civiles

L'historien Masami Unemoto compose une catégorisation des victimes de Nankin :
| Catégorie                                  | Sous catégories |
| ------------------------------------------ | --- |
| I. Tué au combat                           | 1. Soldats qui sont morts en défendant Nankin 2. Soldats abattus durant la retraite ou tentant de fuir la ville 3. Retardataires qui ont été abattus 4. Guérilleros habillés en civils, qui ont été découverts et exécutés          |
| II. Tués dans des incidents liés au combat | 1. Soldats se rendant individuellement, mais non tués 2. Citoyens qui étaient dans la zone de combat et qui ont coopéré avec l'armée chinoise, ou tués accidentellement 3. Citoyens identifiés à tort comme guérilleros et exécutés |
| III. Tués illégalement                     | 1. Soldats faits prisonniers, qui ont été tués 2. Bons citoyens non résistants (dont des femmes et des enfants) qui ont été tués |

Les négationnistes admettent que les soldats japonais ont commis des crimes dans la ville, mais le professeur Bunyu Ko, un historien controversé d'origine taïwanaise de l'université Takushoku à Tokyo, affirme que le taux de crime est bien inférieur à celui de villes occupées par les Chinois ou les Russes,. D'autres négationnistes affirment que les crimes japonais à Nankin sont similaires à ceux commis par les forces d'occupation américaines au Japon après la fin de la guerre entre les deux pays. Ko affirme également que le massacre de Nankin est une fiction inventée par les Chinois et qu'aucune chose de la sorte ne s'est produite à Nankin.

## Soldats morts au combat

### Corps du fleuve Yangzi

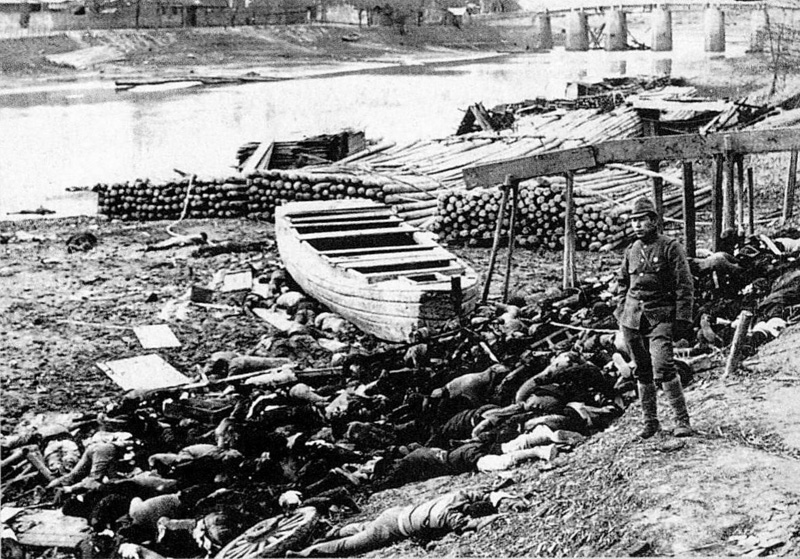
Les négationnistes du massacre affirment que ces corps sont des soldats chinois tués durant la bataille.

La bataille près du fleuve Yangzi est une des plus âpres de la campagne de Nankin. Les vétérans japonais qui ont combattu témoignent : « Les soldats chinois n'ont pas répondu à nos recommandations de capitulation et n'ont montré aucun signe de reddition. » Un des vétérans japonais Mochitsura Hashimoto témoigne : « bien que les soldats chinois portent leurs fusils et leurs mitrailleuses, aucun d'eux ne portait son uniforme officiel. » L'armée japonaise continue de les attaquer et beaucoup de soldats chinois ont été fusillés ou noyés dans le fleuve. Selon l'article de F. Tillman Durdin dans le New York Times du 22 décembre 1937, les soldats chinois qui ont atteint le fleuve Yangzi ont essayé de fuir dans des jonques, mais « beaucoup ont été noyés au cours de la panique sur le rivage. »
Certaines images montrent des corps sur le rivage. Les négationnistes du massacre, tels que le professeur Shudo Higashinakano de l'université d'Asie de Tokyo, affirment que ce sont les corps de soldats tués pendant la bataille et ils critiquent les défenseurs du massacre dont Iris Chang qui utilisent ces images comme preuves.

### Soldats chinois tués par l'unité chinoise de supervision
Les négationnistes du massacre soulignent que pendant la bataille de Nankin les soldats chinois n'ont pas seulement été tués par les soldats japonais, mais également par l'unité chinoise de supervision, qui était composée de soldats chinois chargés d'abattre les militaires qui tentaient de fuir le champ de bataille. Si les Américains et les Japonais n'ont jamais eu recours à de telles unités, l'armée chinoise l'a fait dans toutes les batailles pour abattre les déserteurs.
Ko estime que tout le long du conflit sino-japonais, les victimes de ces unités chinoises de supervision sont plus nombreuses que celles tuées par les militaires japonais. Il affirme qu'à Nankin également l'unité chinoise de supervision a tué beaucoup de soldats chinois qui essayaient de fuir la bataille.
Les négationnistes prétendent que les victimes de guerre des rapports occidentaux incluent ces soldats chinois tués par leurs pairs chinois.

## Assassinat de soldats capturés

### Journal intime de Kesago Nakajima
Les défenseurs du massacre prétendent que durant la bataille de Nankin, des soldats chinois ont été exécutés par l'armée japonaise, alors qu'ils avaient été capturés. Dans certains cas, ces exécutions avaient lieu peu de temps après leur capture, parfois plusieurs jours plus tard, comme l'atteste le journal intime du lieutenant-général Kesago Nakajima. En voici un extrait.
« 
La politique générale est « N'accepter aucun prisonnier! » Donc nous avons cessé de prendre soin d'eux(…). Plus tard, j'ai entendu que l'unité de Sasaki en disposait à elle seule de 1 500. Un commandant de compagnie gardant la porte de Taiping s'occuper de 1 300 autres. Entre 7 000 et 8 000 autres étaient regroupés à la porte Xianho. Nous avons besoin d'un très grand fossé pour traiter ces derniers, mais nous ne pouvions pas en trouver, donc quelqu'un a suggéré ce plan : les diviser en groupes de 100 à 200 personnes et ensuite de les attirer dans un lieu adapter pour en finir. »
Le professeur Masaki Unemoto de l'université de Boei au Japon et d’autres négationnistes du massacre affirment toutefois que cela n'était qu'un plan. Nakajima n'a pas écrit que les prisonniers de guerre ont effectivement été exécutés. Selon les négationnistes, des archives montrent que les 7 000-8 000 prisonniers de guerre sur lesquels Nakajima écrit n'ont pas été tués, mais emmenés dans le camp de concentration de Nankin. L'histoire de la bataille de Nankin, publié au Japon comme une compilation de documents historiques, fait référence à différentes archives sur ces jours et conclut que « après avoir pris tout cela en considération, il est clair que ces 7 200 prisonniers de guerre ont été envoyés dans le camp de concentration central de Nankin et y sont enfermés ».

### Camp de concentration à Nankin
Selon Masaki Unemoto, les archives montrent également que le camp de concentration a reçu environ 10 000 prisonniers de guerre au total, dont les prisonniers envoyés par Nakajima. La plupart de ces prisonniers ont été par la suite relâchés, recrutés en tant que coolie ou envoyé au camp de concentration de Shanghai. Environ 2 000 sont devenus soldats pour le gouvernement pro-japonais de Wang Jingwei. Higashinakano souligne que l'un de ces prisonniers était Qixiong Liu, un soldat chinois retrouvé caché dans la Zone de sécurité de Nankin, qui a été employé en tant que coolie puis commandant d'une brigade pour le gouvernement pro-japonais de Wang Jingwei.
Selon les négationnistes du massacre, beaucoup de vétérans japonais témoignent que l'instruction « Accepter aucun prisonnier » voulait toujours dire « Les désarmer et les renvoyer chez eux », et c'est ce qui a été fait s'il n'y avait aucune raison de les envoyer en camp de concentration. L'officier Onishi dit : « ils pouvaient rentrer chez eux. Il n'y a jamais eu d'ordre militaire pour tuer les prisonniers de guerre. » Et selon les vétérans, Kesago Nakajima a été mis à pied pour s'être approprié des biens de la résidence de Tchang Kaï-chek à Nankin pour son usage personnel.
Higashinakano écrit qu'à Nankin il n'y a pas eu d'exécution de prisonniers de guerre qui se sont rendus et ont été capturés dans leurs uniformes militaires.

### Prétendu traitement humain des prisonniers de guerre chinois
Les négationnistes du massacre indiquent un certain nombre d'anecdotes qui selon eux démontrent la bienveillance et la générosité japonaise autour des prisonniers de guerre chinois à Nankin après la chute de la ville.
Un chef d'infanterie qui a combattu à la bataille de Nankin témoigne : « Nous avons battu les ennemis et avons vu des milliers d'entre eux morts sur le sol en dehors des murs de la ville de Nankin et proche des portes. Mais en trouvant un soldat chinois vivant, notre capitaine lui a donné de l'eau et des médicaments. Le soldat chinois a rejoint ses mains et dit "Xie xie" (merci avec des larmes dans ses yeux. De cette façon, notre compagnie d'infanterie a sauvé 30-40 soldats chinois et les a laissé repartir chez eux. Parmi eux beaucoup on collaboré et travaillé avec nous. Lorsqu'ils ont dû nous quitter, ils étaient réticents à partir, ont versé des larmes et ensuite sont rentrés. »

## Meurtre de soldats sans uniforme

### Exécution de soldats chinois
Des soldats japonais ont témoigné que lorsqu'ils étaient proches de la Zone de sécurité de Nankin, ils ont vu des piles d'uniformes militaires chinois amoncelés dans les rues qui séparent la zone du reste de la ville. À partir de ces preuves, le commandement japonais en a déduit que les soldats chinois en retraite s'étaient enfuis dans la Zone de sécurité, jetant leurs uniformes et se camouflant en citoyens ordinaires.
F. Tillman Durdin, un correspondant de presse américain, écrit dans son article du New York Times du 22 décembre 1937 : « j'ai été témoin d'un gros déshabillage de l'armée [chinois] (...) Beaucoup d'hommes ont abandonné leurs uniformes (...) D'autres ont couru dans les allées pour se transformer en civils. Certains soldats se sont complètement dévêtus et ensuite ont pillé des civils de leurs habits. »
Pour trouver ces soldats chinois qui se sont cachés dans la zone de sécurité, les militaires japonais ont mené une opération de nettoyage. Ceux qui ont été attrapés et trouvés cachant des armes ont été exécutés. Ils étaient considérés comme préparant des combats de rue ou des activités de guérilla. Selon Higashinakano, les militaires japonais ont exécuté plusieurs milliers de tels soldats chinois dangereux. Certaines de ces scènes d'exécution ont été rapportées à la fois par des reporters de presse occidentaux et japonais.

### Légalité de l'exécution
Higashinakano et d'autres négationnistes affirment que ces soldats chinois arrêtés dans la Zone de sécurité n'étaient pas habilités aux droits des prisonniers de guerre car ils ne remplissaient aucune des quatre qualifications de belligérants stipulées dans la convention de La Haye de 1907 :
1. Être commandé par une personne responsable de ses subordonnés
2. Afficher un emblème distinctif reconnaissable à distance
3. Porter des armes ouvertement
4. Conduire leurs opérations en accord avec les lois et usages de la guerre[34]

Higashinakano cite Lewis Smythe, qui a mené l'enquête sur l'occupation de Nankin et a écrit dans son rapport à propos de la Zone de sécurité de Nankin : « Nous n'avons pas le droit de protester sur la légalité des exécutions de l'armée japonaise. » Les négationnistes affirment qu'aucun européen ou américain qui vivait à Nankin à cette époque n'a rapporté de cas dans lesquels l'armée japonaise a exécuté des prisonniers de guerre.
En réponse, les opposants aux négationnistes affirment qu'après la chute de Nankin, les soldats chinois sans uniformes n'étaient pas des combattants illégaux engagés dans des activités de guérilla. Ils prétendent que la résistance des soldats chinois était faible et « pratiquement négligeable. » Par ailleurs, ils affirment que des procès devant un tribunal militaire doivent être tenus avant d'exécuter de tels prisonniers.

## Nombre total de victimes militaires et civiles
Le nombre de victimes est estimé sur la base de différentes définitions de la zone géographique et de la durée de l'incident, mais également sur la définition de victime. L'étendue des atrocités a été débattue entre la Chine et le Japon avec des nombres allant de quelques douzaines ou centaines pour certains négationnistes, jusqu'au nombre plus largement accepté de 300 000, chiffre communément accepté par le gouvernement chinois.
Selon les points de vue, le massacre de Nankin peut se cantonner aux meurtres dans la Zone de sécurité de Nankin, plus largement aux victimes des environs de la ville ou plus largement encore aux six contés entourant la cité, connus sous le nom de Municipalité spéciale de Nankin. De façon similaire, la période de l'incident va de six semaines suivant la chute de la ville jusqu'à la période courant entre l'entrée de l'armée japonaise dans la province du Jiansu (mi-novembre 1937) jusqu'à la fin du mois de mars 1938. Plusieurs chercheurs confirment le chiffre de 300 000 morts comme un total approximatif, qui est devenu emblématique de la tragédie qui s'est jouée en Chine. Le nombre de morts varient toutefois, même au sein des chercheurs négationnistes et activistes japonais, qui s'accordent à considérer le nombre de victimes réellement bien inférieur, voire que le massacre n'est qu'un invention et qu'il n'a jamais eu lieu,.
Le chiffre de 300 000 victimes a d'abord été promulgué par le tribunal des crimes de guerre de Nankin. Les historiens négationnistes ont attaqué diverses archives appuyant ces chiffres. Higashinakano, par exemple, affirme qu’Harold Timperley, dont le rapport sert de base aux conclusions du tribunal, ne faisait que rapporter des rumeurs. Il affirme également que Timperley était associé avec le Kuomingtang et que son livre sur l'armée japonaise n'est que propagande. Il prétend donc que son texte est invalide et donc que le chiffre de 300 000 est « irréel ». En réponse, Bob Tadashi Wakabayashi suggère que les conclusions d'Higashinakano ne sont pas raisonnables :
« Higashinakano est arrivé à cette conclusion avec sérieux car il se cramponne à l'hypothétique fixation que l'atrocité n'a jamais eu lieu. Ceci l'a forcé à s'emparer de n'importe quel lambeau de preuve pour soutenir et systématiser cette illusion. »
Un certain nombre de chercheurs japonais considèrent le chiffre de 100 000 ou 200 000 comme une valeur approximative. L'historien Tokushi Kasahara déclare « plus de 100 000 et près de 200 000 ou peut être plus » de victimes. Hiroshi Yoshida conclut son livre quant à lui avec le chiffre de 200 000. Le professeur Tomio Hora de l'Université Waseda de Tokyo avance le chiffre de 50 000-100 000. D'autres nations pensent que le nombre de victimes est compris entre 150 000 et 300 000, d'après le verdict du tribunal des crimes de guerre de Nankin (190 000 exécutions de masse et 150 000 meurtres individuels).
Une autre méthodologie pour estimer le nombre de victimes est d'utiliser le calcul de la balance de population en estimant le nombre d'habitants de Nankin avant sa chute et en le comparant avec les chiffres quelque temps après la chute. On estime la population de Nankin après sa chute entre 200 000 et 250 000. Il y a par contre plus de variations sur les estimations de la population avant le début de la bataille de Nankin. Celles-ci vont de 150 000 à 700 000. En utilisant la fourchette base des estimations, les négationnistes affirment que la population de Nankin n'a pas sensiblement bougé entre le début et la fin de la bataille de Nankin. D'un autre côté, les défenseurs du massacre utilisent la fourchette haute des estimations pour appuyer le chiffre de 300 000 civils massacrés. Ils soulignent également qu'il y avait un nombre important de réfugiés précédents l'avancée japonaise, venant de provinces ou de régions telles que Shanghai, le Zhejiang, le Jiangsu, le Shandong, le Hebei, le Henan, etc. Ces réfugiés n'étaient pas enregistrés comme faisant partie de la population de Nankin au moment du massacre.
David Askew analyse un nombre de sources primaires pour conclure que « la population civile de Nankin était de 200 000 dans les semaines menant à la chute de la ville ; elle restait de 200 000 pendant les quatre premières semaines d'occupation ; et est grimpée à 250 000 le 10 janvier 1938. »

### Étendue géographique
Au moment de l'incident de Nankin, la Municipalité spéciale de Nankin est constituée de la ville intra-muros et de six contés alentour. Selon Tokushi Kasahara, la population civile de la ville intra-muros est située entre 400 000 et 500 000 et celle des contés de plus d'un million. Kasahara affirme que les victimes des six contés devraient être compris dans le décompte des victimes. Son estimation du nombre de morts dans toute la municipalité spéciale de Nankin est de 100 000 à 200 000 personnes.
Un important point de contention réside dans la question de savoir si les estimations de population réfèrent juste au nombre de civils présents dans la Zone de sécurité de Nankin ou si elles incluent les civils présents à Nankin mais en dehors de la zone. David Askew admet qu'« il peut être soutenu que les documents faisant référence à 200 000 ou 250 000 se limitaient à la population de la Zone de sécurité sous les soins du Comité international et que la cité qui est fréquemment mentionnée n'est pas Nankin mais à la Zone de sécurité elle-même. » En réfutation de cette interprétation, Askew déclare qu'« une lecture attentive des documents démontre que la région en dehors de la Zone de sécurité a été désertée durant les premières semaines d'occupation. »

### Population avant la bataille de Nankin
Au tribunal d'après-guerre des crimes de guerre de Tokyo, les Chinois rapportent que le pré-massacre de la population de Nankin est d'environ 600 000 à 700 000. Les négationnistes du massacre réfutent ces chiffres en prétextant qu'ils ont été grossièrement gonflés pour supporter les allégations de massacre.
Avant l'avancée de l'armée japonaise, la population de Nankin était d'environ 1 million d'habitants. Toutefois, plus l'armée se rapprochait et plus les personnes capables de fuir ont quitté la ville pour éviter la bataille. John Rabe estime que 800 000 personnes ont fui, laissant 200 000 des plus pauvres parmi les pauvres.
- Quatre documents de la Zone de sécurité de Nankin affirment que le nombre de réfugiés est de 200 000[44],[46],[47].

Le 13 janvier 1938, Robert Espy, vice-consul de l'ambassade américaine, rapporte à Washington que la population de Nankin est comprise entre 200 000 et 250 000 habitants.
À la même date, John Rabe fait un rapport similaire à l’ambassade allemande estimant la population à 200 000.
Selon, David Askew, « la plupart des journalistes occidentaux pensaient que la population civile de Nankin étaient bien inférieure à 200 000. »
Dans un télégramme de Hankou, Lily Abegg, correspondante pour le journal allemand Frankfurter Zeitung qui s'est échappé de Nankin juste avant sa chute, écrit : « La semaine dernière, environ 200 000 personnes ont quitté Nankin. Un million d'âmes ont autrefois habité la cité, mais leur nombre a diminué à 350 000. Il reste maintenant au plus 150 000 personnes, mais les vagues de personnes évacuées semblent interminables. »
Le magazine Life rapporte également que « 150 000 civils de Nankin (...) recroquevillés dans le siège de la Zone de sécurité. »
Le maire Zhang Qunsi (Kuomingtang), capturé par l'armée japonaise, affirme que les forces de défense chinoises de la ville étaient 50 000, alors que les non combattants étaient 15 000.
Le brigadier major général Lew chargé de défendre Yuhuatai, lui aussi fait prisonnier, et plus tard promu au poste de chef de l'académie militaire de Nankin sous l'administration de Wang Jingwei, déclare que la population civile est d'environ 200 000.
Dans une note de son journal de guerre datée du 20 décembre, le général Matsui Iwane, commandant en chef des forces de l'expédition de Shangahi, écrit : « Il y avait 120 000 chinois dans la zone des réfugiés, la plupart des personnes pauvres. »

### Population de Nankin après sa chute
Plusieurs membres du Comité international déclarent dans leurs rapports officiels, journaux intimes et lettres à de multiples occasions que près de 250 000 réfugiés vivent dans les camps situés dans la Zone de sécurité, et vraiment peu de personnes, « probablement pas plus de dix mille » selon Miner Searle Bates, vivent en dehors des camps de réfugiés.
Les négationnistes du massacre utilisent cette preuve ainsi que des sources japonaises pour conclure que la population de Nankin ne pouvaient pas dépasser 300 000 personnes et était probablement plus proche de 200 000. Ils affirment qu'il aurait été impossible pour l'armée japonaise de massacrer 300 000 Chinois sans abattre toute la population de la ville au moins une si ce n'est plusieurs fois. Des arguments similaires sont avancés par l'école de pensée du milieu de la route.
L'armée japonaise occupe Nankin le 13 décembre et cinq jours après, le Comité international pour la Zone de sécurité de Nankin annonce que la population de Nankin est de 200 000 et plus tard, le 21 décembre, l'association des étrangers de Nankin l'annonce à 200 000 personnes.
Le 24 décembre 1937, l'armée japonaise annonce que les civils doivent s'enregistrer et porter à l'avenir des papiers d'identification, qui sont décrits dans des sources occidentales comme des « passeports », « cartes d'identification », « certificats de bon sujet » ou « certificats de bon citoyen ». Selon Bob Wakabayashi, l'armée japonaise a ainsi enregistré 160 000 civils, alors que ces chiffres ne tiennent pas compte des enfants de moins de 10 ans et les femmes âgées, qui n'ont pas besoin de s'enregistrer.
Environ un mois après l'occupation japonaise, le 14 janvier 1938, le Comité international annonce que la population de Nankin s'est portée à 250 000, pour la plupart des citoyens qui s'étaient enfuis de Nankin et qui sont revenus, apprenant que la paix avait été restaurée.
Dans une lettre adressée à Tokuyasu Fukuda, un membre du personnel de l'ambassade japonaise à Nankin, Lewis Smythe, membre du Comité international de la Zone de sécurité de Nankin, écrit que selon ses calculs la population de Nankin est comprise entre 250 000 et 270 000 personnes.
Sous l'autorité du Comité international, Lewis Smythe mène une d'étude d'échantillonnage statistique de la population de Nankin entre le 9 mars et le 2 avril 1938. Sous la condition que son estimation représente « 80 à 90 % du total des résidents », Lewis Smythe parvient au chiffre de 212 600 personnes. Bob Wakabayashi conclut que Smythe extrapole ainsi la population totale de la ville entre 236 000 et 266 000.

### Tribunal militaire international pour l'Extrême-Orient
Selon le Tribunal militaire international pour l'Extrême-Orient, les estimations faites indiquent un nombre total de civils et prisonniers de guerre assassinés à Nankin et ses alentours durant les six semaines de l'occupation japonaise est supérieur à 200 000. Ces estimations sont confirmées par les chiffres des sociétés funéraires et d'autres organisations, qui attestent que plus de 150 000 corps ont été inhumés. Ces chiffres ne tiennent pas en compte les personnes dont les corps ont été détruits par crémation, noyade ou tout autre moyen.
Devant le tribunal de Tokyo, le gouvernement nationaliste chinois affirme que 300 000 personnes ont été tuées à Nankin. Le verdict du tribunal déclare que plus de 200 000 civils et prisonniers de guerre ont été tués dans les environs de Nankin.
Les négationnistes du massacre de Tsukurukai affirment que l'accusation du massacre de Nankin au tribunal n'est que le désir des États-Unis du Kuomingtang pour justifier leur guerre contre le Japon, et justifier l'usage de la bombe atomique qui a fait environ 300 000 victimes civiles à Nagasaki et Hiroshima.

### École du grand massacre
L'école de pensée du grand massacre pointe le verdict du tribunal de Tokyo qui reconnaît le nombre de personnes inhumées à 155 000. Dans son livre, Nankin Jiken, Hora soutient que « quand l'armée japonaise a commencé à attaquer Nankin, on dit qu'il y avait entre 250 et 300 000 citoyens dans la ville (...) Il a été dit que près de 200 000 citoyens vivaient à Nankin après l'opération japonaise de ratissage (...) ce qui signifie que 50 à 100 000 personnes ont été massacrées. »
Le professeur Tokushi Kasahara, un historien marxiste de l'université de Tsuru, estime à environ 100 000 victimes directement dans la ville de Nankin et à un chiffre au moins deux fois plus élevé en élargissant la région.
De plus, les professeurs Akira Fujiwara (université Hitotsubashi), Yutaka Yoshida (Université de Hitotsubashi), Hisashi Inoue (Université de Suruga) et d'autres appartenant à l'école de pensée du grand massacre, estiment que le nombre de victimes du massacre est situé aux alentours de 100 000, voire 200 000 tout au plus. Toutefois, aucun d'entre eux 'avance le chiffre de 300 000 victimes. Ils affirment que ce chiffre est exagéré et constitue une propagande chinoise.

### École du milieu de la route
Les chercheurs de l'école du milieu de la route estiment que les victimes massacrées étaient entre quelques milliers et plusieurs dizaines de milliers. Les professeurs japonais Ikuhiko Hata (Université de Nihon), Masaki Unemoto (Université de Boei), Akira Nakamura (Université de Dokkyo), Yoshiaki Itakura (éditeur du livre Histoire de la bataille de Nankin) et Tsuyoshi Hara (Enquêteur de l'Institut de défense) appartiennent à cette école de pensées.
Miner Bates, qui était à Nankin et a fait partie du Comité international de la Zone de sécurité de Nankin, estime que « près de quarante mille personnes non armées ont été tuées dans ou près des murs de Nankin, dont environ 30 % n'ont jamais été soldats. » D'autres membres du comité ont écrit des estimations similaires. La vision des membres de l'école du milieu de la route est similaire à ces rapports.
La revue de David Askew des documents primaires suggère que l'estimation la plus proche de la population totale de Nankin à la fin 1937 se situe entre 200 et 250 000. Askew affirme qu'il serait donc impossible que le nombre total de victimes se situe dans cette fourchette sans envisager une annihilation de la population de Nankin. Askew conclut qu'une estimation de 40 000 victimes, dont 12 000 prisonniers de guerre, est plus correcte.

### École de l'illusion
Les chercheurs de l'école de l'illusion sont des négationnistes du massacre qui estiment que les prisonniers de guerre et civils tués par les militaires japonais à Nankin l'ont été en quantité négligeable. Parmi les membres de cette école de pensée, on trouve les professeurs japonais Shoichi Watanabe (Université de Sophia), Yatsuhiro Nakagawa (Université de Tsukuba), Nobukatsu Fujioka (Université de Tokyo), Shudo Higashinakano (Université d'Asie), Tadao Takemoto (Université de Tsukuba), Yasuo Ohara (Université de Kokugakuin), Kazuo Sato (Université d'Aoyama-gakuin), Masaaki Tanaka (Lecteur à l'université de Takushoku), Shigenobu Tomizawa (Directeur de l'Académie de Nankin au Japon) parmi d'autres.
Ils affirment que, si la population de Nankin avant l'attaque japonaise était d'environ 200 000 personnes, alors il est impossible que 300 000 personnes aient été tuées. Leurs arguments sur l'estimation de la population avant la bataille se base sur des documents soumis comme preuve au procès de Tokyo, sur des rapports de personnels diplomatiques de l'époque, sur des rapports contemporains de journaux et magazines et sur des constatations faites par des officiers militaires chinois et japonais.
Watanabe souligne que diverses archives montrent la population de Nankin, qui est de 200 000 juste avant l'attaque japonaise, avant de monter à 250 000 un mois après la chute de la cité. Il affirme qu'il aurait été impossible pour les citoyens de revenir à Nankin s'il y avait eu un massacre.
Les négationnistes du massacre déclarent qu'alors que les missionnaires n'ont pas cessé de protester contre l'orgie de meurtres, pillages, viols et incendies criminels par les troupes japonaises, ils n'ont pas enregistré de chute de la population en conséquence des atrocités. Le massacre de 300 000 ou même 200 000 personnes semble donc improbable.
Fujioka affirme que « 200 000 civils ne peuvent pas avoir été massacrés, sauf si les fantômes aient été tués. »
Higashinakano souligne que le rapport initial sur les victimes de Nankin tournait autour de plusieurs milliers dans les murs de Nankin et quelques dizaines de milliers en dehors des murs. Selon lui, ces chiffres semblent aller à l'encontre des allégations de centaines de milliers de victimes.
Takemoto et Ohara affirment que beaucoup de civils ont été tués par l'armée chinoise. Alors que des soldats chinois fuyaient, ils auraient abandonné leurs uniformes et tué des citoyens de Nankin pour voler leurs habits et devenir des civils. Les militaires chinois auraient également mis le feu à toutes les maisons proches de Nankin, tuant ainsi beaucoup de Chinois. Les soldats chinois abandonnaient leurs uniformes militaires dans leur fuite et donc lorsqu'ils étaient tués ils ressemblaient à des victimes civiles. Les négationnistes affirment qu'ils ont été à tort comptabilisés dans les victimes des militaires japonais.

### Actes de sépulture
Après la bataille de Nankin, les militaires japonais ont confié les enterrements aux Chinois. Le Tribunal militaire international pour l'Extrême-Orient a utilisé les actes de sépulture d'environ 40 000 corps de la Société internationale du Svastika rouge, une association volontaire à Nankin, et les actes de sépulture de 112 267 corps de Tsung Shan Tang, une organisation de bienfaisance de 140 ans, comme preuves des meurtres de japonais. La combinaison des deux sources mène à un chiffre de 155 000.
Une question souvent soulevée par les négationnistes concerne la crédibilité des actes de sépultures de Tsung Shan Tang. Bien que leurs archives qui enregistrent 112 267 inhumations ont été présentées au tribunal, elles ont en fait été préparées pour le tribunal après la fin de la guerre car les manuscrits originaux auraient prétendument été perdus durant les huit années de l'occupation japonaise en Chine.

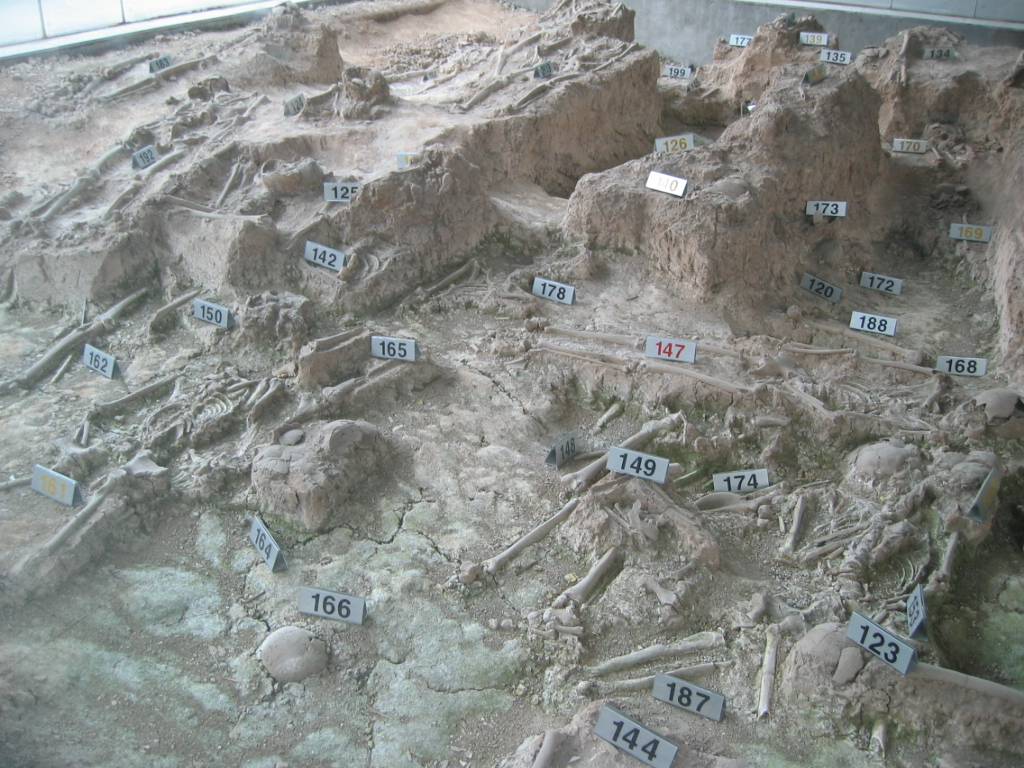
Tas d'os inhumés visibles au Mémorial du massacre de Nankin. Certains vétérans japonais cités par Higashinakano ont affirmé qu'en prévention de la peste ils ont inhumé les corps de Chinois tués durant la bataille de Nankin par l'armée japonaise ou par l'unité chinoise de supervision, mais que ce ne sont pas des victimes du massacre.

Cela ne signifie pas pour autant que Tsung Shan Tang ait trafiqué ses rapports. Les documents chinois disponibles à cette époque montrent que l'organisation a commencé l'inhumation de corps éparpillés dans certaines parties de la cité au début de l'année 1938. Quarante employés à temps plein et de nombreux travailleurs à temps partiel ont enterré leurs compatriotes, parmi lesquels des femmes, dans les murs de la ville jusqu'à mars, avant de commencer de travailler en dehors à partir d'avril 1938.
Toutefois, aucun document écrit par des membres du Comité international ou les autorités japonaises à Nankin ne mentionne que Tsung Shan Tang était impliqué dans le travail d'inhumation, alors qu'ils mentionne l'autre organisation, la Société internationale du Svastika rouge.
Leurs rapports d'inhumation montrent également un nombre plutôt disproportionné de corps inhumés chaque mois. Dans les cent premiers jours, de décembre à mars, ils enregistrent 7 549 corps, soit 79 par jour. Dans les trois dernières semaines d'avril, en dehors des murs de la ville, ils affirment avoir inhumé 104 718 corps supplémentaires, soit 5 000 par jour.
Kenichi Ara, un chercheur en histoire moderne diplômé de la Faculté de littérature de l'Université de Tohoku, avance des preuves dans un article du Sankei Shimbun selon lesquelles les actes de sépulture de Tsung Shan Tang ont été entièrement falsifiés et qu'ils n'ont en fait inhumé aucun corps. Les archives de la Société internationale du Svastika rouge d'environ 40 000 corps contient également certaines contradictions et Itakura pense que leurs chiffres ont été gonflés.
Selon Susumu Maruyama, un soldat japonais qui a travaillé en tant que superviseur des équipes d'inhumation des morts de guerre à Nankin, les inhumations se sont terminées vers le 15 mars 1938, trois mois après le début de l'occupation japonaise, et le nombre total d'inhumations est autour de 14 ou 15 000. Les négationnistes du massacre affirment qu'il s'agissait de corps de soldats tués durant la bataille et non pas de victimes civiles.

## Meurtres de civils

### Une politique systématique
L'école du grand massacre affirme qu'il existait à Nankin une politique de tuerie systématique des civils. Ses défenseurs citent la description de la « politique pas de prisonniers » dans une directive de l'armée datant du 6 août 1937, ratifiée par Le ministère de l'Armée. Cette directive passe outre aux lois internationales pour le traitement des prisonniers chinois et conseille également aux officiers d'arrêter d'utiliser le terme « prisonnier de guerre ». Ils se réfèrent également au journal de campagne du lieutenant général Kesago Nakajima.
Le professeur Joshua Fogel toutefois affirme que pour les militaires japonais il n'avait « rien de comparable à une idéologie de soutien aux meurtres de masse, et il n'y avait assurément rien de comparable au slogan nazi qui disait que les Juifs et les Gitans étaient des vies ne méritant pas de vivre. Le traitement des Japonais de la Chine occupée n'a même rien de comparable avec les lois discriminatoires de Nuremberg ou l'isolation sociale dans des ghettos qui a rendu nécessaire, dans les esprits malades des nazis, la ségrégation physique des Juifs et des Gitans dans les camps de concentration et de la mort. Les Chinois ont été méprisés, mais ils n'ont jamais été rabaissés au point de justifier un assassinat de masse. » Plutôt qu'une politique systématique, les historiens occidentaux voient traditionnellement les atrocités de Nankin comme le résultat de la fatigue et de la frustration du combat de la bataille de Shanghai.

### Un faible nombre de civils tués selon l'armée japonaise
Avant la bataille de Nankin, le général Iwane Matsui ordonna strictement à toute l'armée japonaise de ne pas tuer de civils.
Durant la bataille, tous les civils ont trouvé refuge dans la Zone de sécurité de Nankin, qui a été mise en place expressément pour cela. L'armée japonaise savait que de nombreux soldats chinois étaient également dans la Zone, pourtant l'armée ne l'a jamais attaquée. Il n'y a donc pas eu de victimes civiles, à l'exception de quelques personnes tuées ou blessées accidentellement. Le dirigeant de la Zone de sécurité, John Rabe a par la suite rédigé une lettre pour remercier de cela le commandant de l'armée japonaise. Voici un extrait de sa lettre de remerciement :
« 14 décembre 1937,

Cher commandant de l'Armée japonaise à Nankin,

Nous apprécions que l'artillerie de votre armée n'a pas attaqué la Zone de sécurité. Nous espérons vous contacter pour mettre en place un plan de protection générale des citoyens chinois qui sont restés dans la Zone. Nous allons coopérer avec plaisir avec vous pour protéger les citoyens de cette cité—Directeur du Comité international de Nankin, John H. D. Rabe -- »
Les Chinois de la Société internationale du Svastika rouge qui ont inhumé tous les corps dans et en dehors de Nankin sous la supervision du service spécial de l'armée japonaise, ont laissé une liste de leurs inhumations. Selon Takemoto et Ohara, il n'y a dans cette liste pratiquement aucun corps de femme ou d'enfant. Cela signifie selon eux que très peu de victimes civiles ont été tuées par les troupes japonaises.
Les occidentaux du Comité international de la Zone de sécurité de Nankin ont fait suivre à l'ambassade du Japon un total de 450 cas de désordres, tels que des viols, pillages, incendies et meurtres, prétendument commis par certains soldats japonais à Nankin. Toutefois, selon Tsukurukai, seulement 49 cas de meurtres sont recensés dont très peu de cas de femmes et d'enfants. Tsukurukai souligne également que la plupart de ces cas sont ce dont les membres du comité ont eu vent, et non pas des cas dont ils ont été témoins. Beaucoup de cas ne seraient donc que des rumeurs ou des exagérations. Même s'ils étaient tous vrais, ils ne sont qu'un faible nombre.
Les négationnistes du massacre déclarent donc qu'un très petit nombre de victimes civiles ont été tués par les militaires japonais durant et après la bataille de Nankin.
Après la chute de Nankin, l'armée japonaise a mené une opération de ratissage pour trouver tout soldat chinois habillé en civil et caché dans la Zone de sécurité. Un soldat chinois n'aurait pas de ligne de bronzage sur son front à cause de son casque et aurait des callosités dans les mains à force de tirer avec son arme. De plus, il n'aurait aucune famille dans la ville. Il y a peut-être eu des mauvaises identifications de civils, mais les négationnistes prétendent qu'ils n'étaient pas beaucoup.

### Négation du massacre par les vétérans japonais
Higashinakano a publié une compilation de témoignages de soldats japonais qui ont participé à l'opération de Nankin. Parmi ces témoignages, aucun soldat japonais ne témoigne qu'il y a eu un massacre. Par exemple, le colonel Omigaku Mori déclare « je n'ai jamais entendu parler ou vu aucun massacre à Nankin. »
Les vétérans du 7e régiment qui ont été assignés au balayage de la Zone de sécurité de Nankin témoignent que les consignes étaient : « Ne tuez pas de civils. Ne déshonorez pas l'armée. » Ils affirment avoir pris soin de ne pas tuer de civils et qu'il n'y a eu absolument aucun massacre.
Naofuku Mikuni, un reporter de presse témoigne : « Les citoyens de Nankin étaient en général joyeux et amicaux avec les Japonais juste après la chute de Nankin, et également en août 1938 lorsqu'ils sont revenus à Nankin. » Il souligne que si le taux de crimes des Japonais avait été si haut, une telle joie ne se serait jamais vue dans la cité.
Yasuto Nakayama, un officier témoigne : « Je n'ai jamais entendu ou assisté à aucun massacre à Nankin. Après la chute de la cité, je n'a jamais vu de corps de civils dans ou en dehors de Nankin, à l'exception de corps de soldats chinois à deux endroits lorsque j'inspectais la ville. »
Le colonel Isamu Tanida témoigne également : « Après l'occupation japonaise de Nankin, à partir de novembre 1938, j'ai assisté à un travail vraiment important pour la restauration de la Chine et son développement économique. Mes officiers et moi rencontrions souvent des officiels et le peuple chinois pour coopérer. J'ai approfondi une amitié avec eux mais je n'ai jamais entendu parler d'un massacre même lorsque je buvais ou dînais avec eux. »

### Comportement de l'armée japonaise vis-à-vis de la population civile selon les négationnistes
Le journal japonais Asahi Shimbun reporte le 3 janvier 1938 que les services d'eau et d'électricité, arrêtés depuis le 10 décembre 1937, ont été restaurés pour la nouvelle année. Il s'agit du résultat de la coopération d'environ 80 ingénieurs japonais et 70 travailleurs chinois dans chacun des deux services. Le 3 janvier, les citoyens célèbrent également le début du gouvernement autonome de Nankin, en agitant le drapeau japonais et le drapeau chinois.
Le correspondant Koike du journal Miyako Shinbun témoigne : « Il y a certains Chinois qui n'avaient pas de nourriture et étaient affamés, et ils ont dit : "S'il vous plaît, donnez-nous de la nourriture." Puisqu'il y avait des sacs de riz dans nos logements, nous avons appelé le responsable du camp de réfugiés et nous avons partagé avec eux deux grands chariots de riz et de plats ».
James McCallum, un médecin à Nankin, a écrit dans son journal intime le 19 décembre 1937 : « nous avons eu quelques Japonais agréables qui nous ont traités avec courtoisie et respect. Occasionnellement, j'ai vu des Japonais aider certains Chinois ou ramasser un bébé chinois pour jouer avec lui ».
Le 31 décembre 1937, il écrit également : « Aujourd'hui j'ai vu une foule de personnes sur la route Chung Shan en dehors de la Zone de sécurité. Ils sont ensuite revenus avec du riz qui avait été distribué par les Japonais. »
Masayoshi Arai, un journaliste de l'agence Domei News, témoigne : « À Nankin, j'ai vu des soldats japonais partager du riz avec des prisonniers de guerre. Et juste après que les militaires furent entrés dans la ville, les citoyens chinois vendaient des biens et des douceurs. Puisque les Japonais avaient faim de bonbons, ils leur en ont souvent acheté ».
Un sergent-major de l'infanterie japonaise témoigne : « Sur la route de Nankin, j'ai reçu l'ordre de servir de sentinelle de nuit, quand j'ai remarqué une jeune femme chinoise avec des habits chinois marcher vers moi. Elle a dit dans un japonais parfait : « Vous êtes un soldat japonais, n'est-ce pas? » Et elle a continué : « J'ai fui de Shanghai ; d'autres personnes ont été tuées et séparées et je pense qu'il serait dangereux pour moi de rester près de militaires chinois, donc je suis venue ici. » « Où avez-vous appris le Japonais ? » demandais-je et elle dit : « J'ai été diplômée d'une école de Nagasaki au Japon et plus tard j'ai travaillé pour un libraire japonais à Shanghai. » Nous avons vérifié qu'il n'y avait rien de suspect sur elle. Et puisque nous n'avions aucun traducteur, nous avons décidé de l'engager comme traductrice. Elle était également bonne cuisinière et connaissait les goûts des Japonais (...). Elle a parfois chanté des chansons japonaises pour nous, et ses plaisanteries nous faisaient rire. Elle était la seule femme dans l'unité militaire(...). Avant le début de la bataille de Nankin, le commandant l'a renvoyée à Shanghai. »
Un premier lieutenant témoigne : « Quand je venais juste d'entrer dans la Zone de sécurité de Nankin, toutes les femmes étaient habillées de chiffons avec leur visage et toute leur peau tachée d'encre chinoise, d'huile ou de boue afin d'apparaître aussi laides que possible. Mais après savoir que les soldats japonais maintenaient strictement la discipline militaire, leurs visages noirs ont retrouvé la couleur naturelle et leurs habits sales ont été remplacés par des beaux habits. Bientôt, je me trouvais entouré de belles femmes dans les rues. »
Un autre soldat témoigne : « Quand je nettoyais mon visage dans un hôpital de Nankin, un homme chinois est venu vers moi et a dit : « Bonjour, soldat » dans un japonais parfait. Il continua : « J'ai vécu à Osaka pendant 18 ans. » Je lui ai demandé de devenir traducteur pour l'armée japonaise. Il est ensuite allé voir sa famille, est revenu et a dit : « J'ai dit à ma famille : "l'armée japonaise est arrivée. Donc vous êtes maintenant tous en sécurité." » Il a coopéré de bonne foi avec l'armée japonaise pendant 15 mois jusqu'à ce que nous arrivions à Hankou. » Higashinakano affirme que s'il y avait un massacre de civils à Nankin, il aurait été impossible pour des hommes chinois de travailler pour les Japonais.
Il existe beaucoup de témoignages similaires. Les négationnistes soulignent que ces témoignages racontent une histoire radicalement différente de la narration orthodoxe du « massacre » à Nankin.
Tatsuzo Asai, photographe pour l'agence de presse Domei, témoigne : « J'avais l'habitude d'être avec Arthur Menken de Paramount News à Shanghai. Il était à Nankin mais je ne l'ai pas rencontré là-bas. Quand je suis revenu à Shanghai en janvier, je déjeunais avec lui. Il ne m'a jamais parlé de massacre. »

### Sources négationnistes
- (ja) Kenichi Ara, Nanking-jiken Nihon-jin 48nin no Shogen, Tokyo, Shogakukan, 2002.
- (ja) Hata Ikuhiko, 南京事件―「虐殺」の構造 (Nankin Jiken Gyakusatsu no kozo), Chuo Koron Shinsho,‎ 1986 (ISBN 4-12-100795-6).
- (en) Shichihei Yamamoto, « Reply to Katsuichi Honda », Every Gentlemen,‎ mars 1972.
- (ja) Syudo Higashinakano, 1937 Nanking Koryakusen no Shinjitsu (La vérité sur l'opération de Nankin en 1937), Shogakukan, 2003.
- (en) Higashinakano, S., Kobayashi,S. et Fukunaga, S., Analyzing the "Photographic Evidence" of the Nanking Massacre, Tokyo, Japan, Soshisha, 2005 (lire en ligne).
- (en) Akira Suzuki, « The Phantom of The Nanjing Massacre », Every Gentlemen,‎ avril 1972.
- (en) Massaki Tanaka, Fabrication of Nanjing Massacre, Nihon Kyobun Sha, 1984.
- La Vérité sur Nankin (2007), documentaire japonais niant l'existence du massacre. Réalisé par Satoru Mizushima.
- (en) Wakabayashi, Bob Tadashi, The Nanking Atrocity 1937–38: Complicating the Picture.
- (en) Yang DaQing, « Convergence or Divergence? Recent Historical Writings on the Rape of Nanjing. », American Historical Review,‎ juin 1999, p. 842–865.
- (en) Takashi Yoshida, The Making of the Rape of Nanking, 2006.

### Liens négationnistes
- (en) Analyzing the “Photographic Evidence” of the Nanking Massacre
- (en) THE NANKING MASSACRE: Fact Versus Fiction
- (en) Site denying Nanking Massacre
- (en) Refutation by Tanaka Masaaki
- (en) « Research Institute of Propaganda Photos »(Archive.org • Wikiwix • Archive.is • Google • Que faire ?) (Traduction automatique d'un site japonais)
- (ja) (Auteur ja:東中野修道/小林進/福永慎次郎) 南京事件「証拠写真」を検証する ~ Nanking Massacre's "Photo": Verification of Credibility~ ja:草思社  (ISBN 4-7942-1381-6)
- (en) Collection of articles by Association for Advancement of Unbiased View of History